# Franciszek Ryx
Franciszek Ryx herbu Pierścień (ur. 1732 zapewne we Flandrii, zm. 16 września 1799) – kamerdyner króla Stanisława Augusta, starosta piaseczyński, odegrał znaczną rolę jako zaufany króla, jego powiernik i doradca, członek konfederacji targowickiej. 

## Życiorys
Pochodził z rodziny flandryjskiej, która być może osiedliła się już wcześniej na terenie Polski. Początkowo pracował jako fryzjer na dworze podkanclerza litewskiego Michała Antoniego Sapiehy, od 1763 kamerdyner wówczas stolnika litewskiego Stanisława Augusta Poniatowskiego. Nobilitowany 13 maja 1768, otrzymał w nadaniu królewskim majątek Prażmów znajdujący się w pół drogi między Piasecznem a Grójcem (obecnie powiat piaseczyński), a także honorowy tytuł starosty piaseczyńskiego (nie było wówczas takiego powiatu). W 1776 nabył przywilej na prowadzenie teatrów warszawskich. Był żonaty z Ludwiką Meline, zmarł bezpotomnie. Został pochowany w katakumbach na cmentarzu Powązkowskim (rząd 31-5).
Dziedziczył po nim jego synowiec (według niektórych przekazów naturalny syn) Franciszek herbu Ryx. Niektóre źródła sugerują nawet, że Franciszek Ryx młodszy był naturalnym synem Stanisława Augusta. Jako dziecko był paziem króla i miał z nim bliski kontakt, później służył jako major w regimencie piątym wojska Wielkiego Księstwa Litewskiego. Żonaty z Ludwiką de Collignon.